# ザバイカリスキー国立公園
ザバイカリスキー国立公園（Забайкальский Национальный парк）はロシアの国立公園の一つで、ブリヤート共和国に位置する。ユネスコの定める自然遺産の厳正保護地域カテゴリへの推薦条件を満たしている。

## 気候
ザバイカリスキー国立公園の領域は中央バイカル気候地域に属し、大陸性気候で、長く寒い冬と温暖で時折乾燥した夏がある。バイカル湖畔の気候は幾分穏やかである。
平均気温は1月で-18～-19℃、7月で12～14℃。山岳部では1月の平均気温が-23～-25℃まで下がり、山間部では-27℃になる。山間部では7月の平均気温が18.5℃になる。最高温度記録は36度、最低温度記録は-50℃。
バイカル湖の水温は最も暑い時期でも14℃を滅多に超えない。年平均降水量は350mm（湖畔）～450mm（山岳部）。風向は西～南西が殆ど。

## 職員
- 監督官（Директор）：Мельников Владимир Степанович
- 主任林務官（Гл. лесничий）：Иванов Сергей Алексеевич
- 科学監督官補（Замдиректора по науке）：Овдин Евгений Дмитриевич
- 職員数：総人員68人、研究員6人、警備員31人